# Rue Fénelon (Paris)
Pour l’article homonyme, voir Rue Fénelon.
La rue Fénelon est une voie du 10e arrondissement de Paris, en France.

## Situation et accès
La rue Fénelon est une voie publique située dans le 10e arrondissement de Paris. Elle débute place Franz-Liszt et 2, rue d'Abbeville et se termine au 5, rue de Belzunce, un escalier permettant de rattraper les niveaux. Elle longe l'église Saint-Vincent-de-Paul.

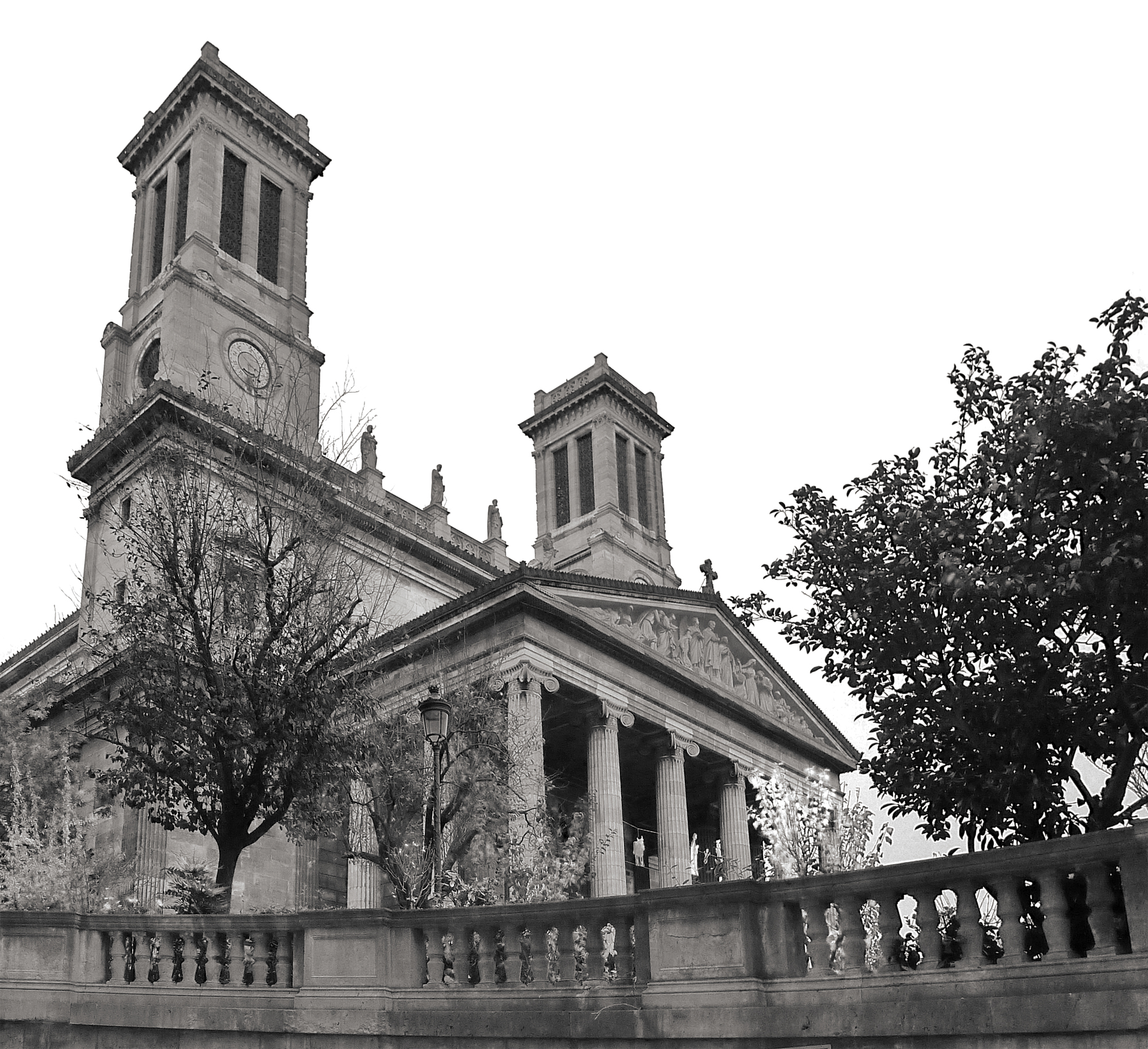
Église Saint-Vincent-de-Paul vue depuis le bas de la rue Fénelon.

## Origine du nom

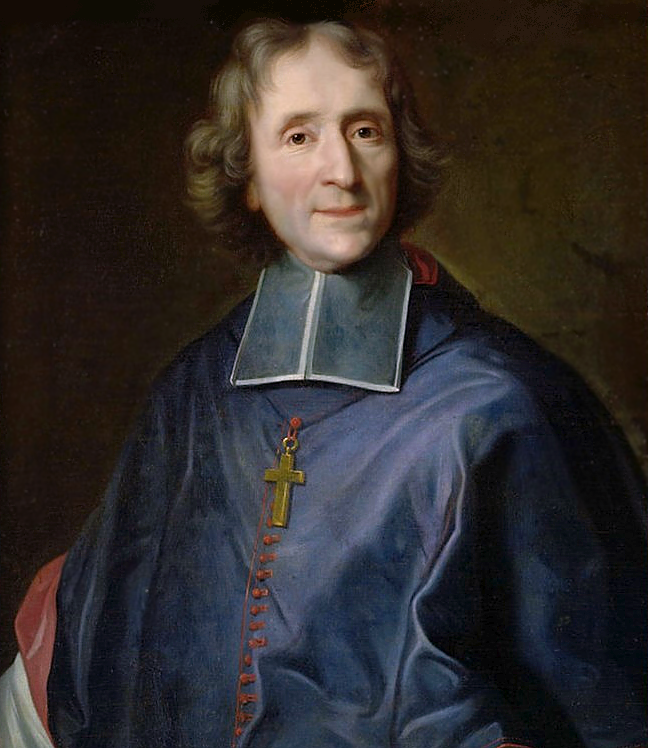
Portrait de Fénelon.

Elle porte le nom de l'homme d'Église, théologien, pédagogue et écrivain français, François de Salignac de La Mothe-Fénelon dit Fénelon (1651-1715).

## Historique
La rue a été créée lors du lotissement de l'enclos Saint-Lazare, par ordonnance du 31 janvier 1827.

## Bâtiments remarquables et lieux de mémoire

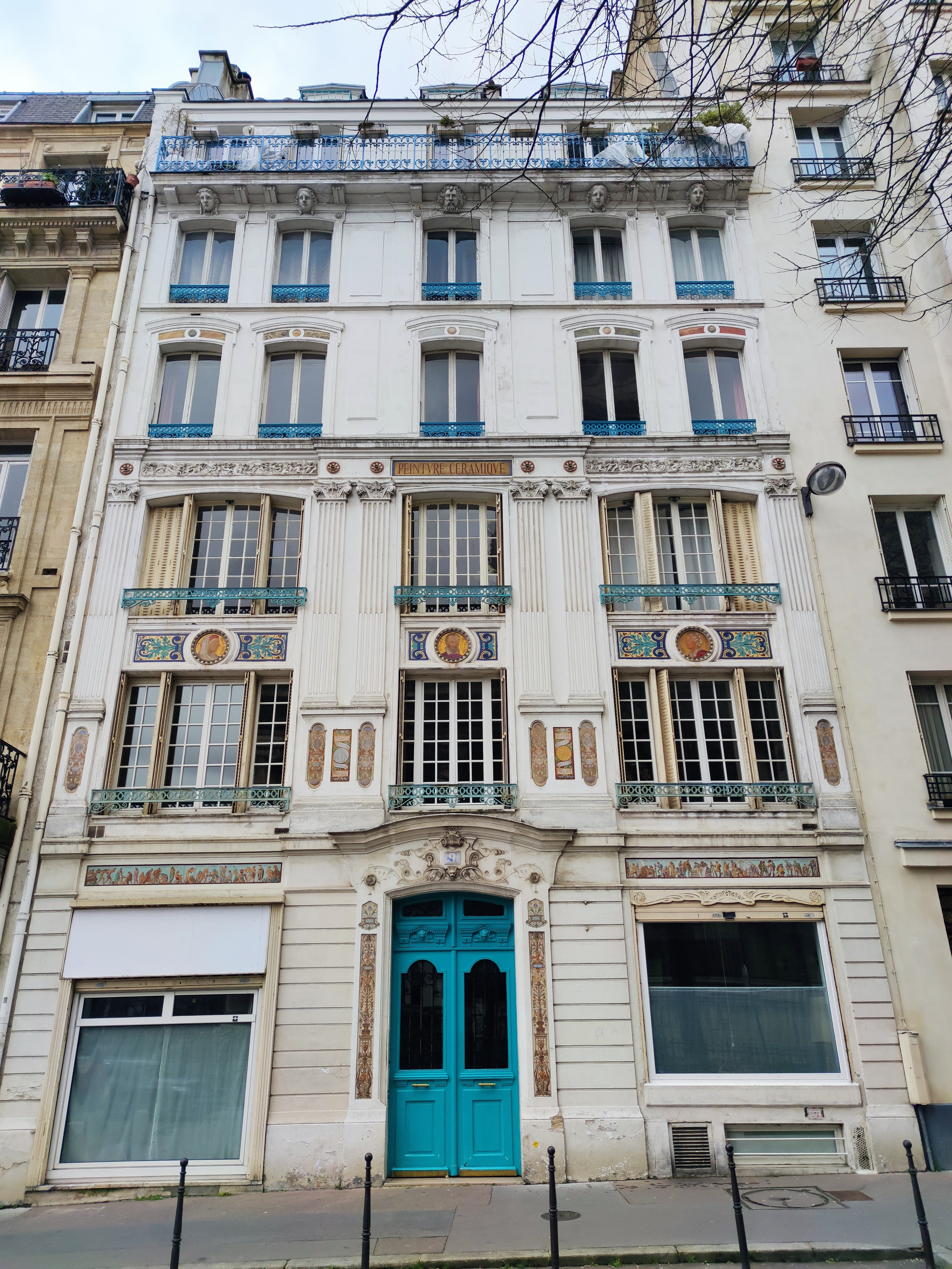
No 9.

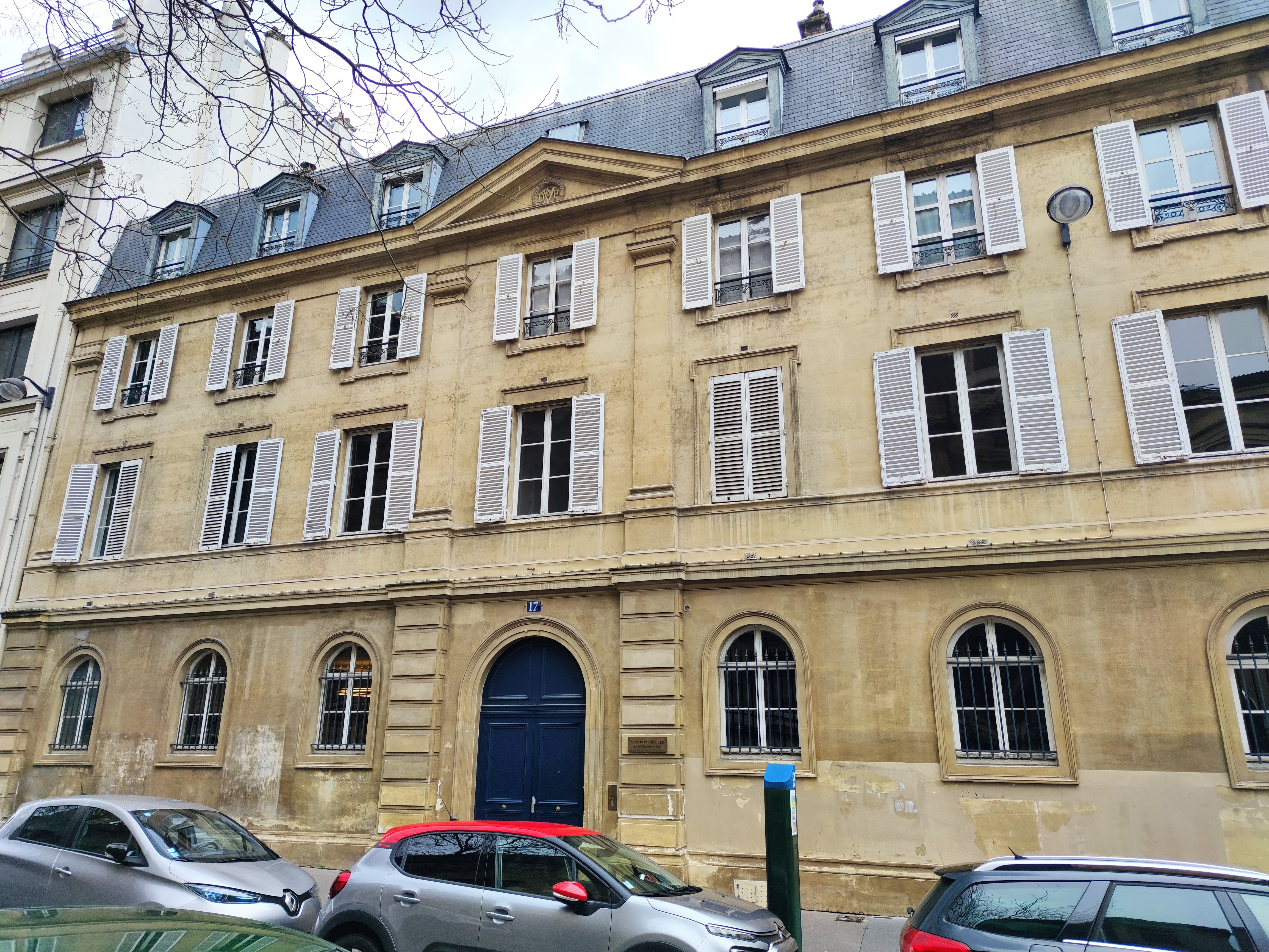
No 17.

- No 9 : immeuble achevé en 1858, où se trouvait l’atelier de François Gillet[1], inventeur de la lave reconstituée (1882)[2].
- No 11 : église Saint-Vincent-de-Paul.
- No 17 : presbytère de l'église, construit à la même époque[3].